# 交番相談員
交番相談員（こうばんそうだんいん）は、日本の都道府県警察が交番または駐在所の実態を勘案して特に必要があると認める場合に、各警察本部長が任命して設置する警察職員である。

## 概要
「地域警察運営規則」第5章および各都道府県警察の「交番相談員運用要綱」などの規定により定められている。
- 要件は、次のすべてに該当する者の中から任命される
  - 地域警察活動について知識および経験を有する
  - 人格および行動について社会的信望を有する
  - 職務の遂行に必要な熱意および時間的余裕を有する
  - 健康で活動力がある

- 身分は、警察本部長が任命する非常勤特別職の地方公務員（会計年度任用職員）である
- 報酬は、概ね月額制である
- 勤務時間や休日および社会保険などの勤務条件は、別途定められる
- 公務または通勤による負傷または疾病は、職員と同様に補償される

- 業務（地域警察活動）の主な内容
  - 住民の困りごと・意見・要望などの聴取および住民に対する助言ならびに犯罪の予防
  - 災害事故の防止その他住民に対し奉仕する活動に協力しまたは当該活動を援助する活動
  - 遺失届および拾得物の受理など
  - 自転車盗およびオートバイ盗の被害届の代書および預かりならびにこれに付随する事務
  - 物件事故報告書の作成補助
  - 地理案内
  - 運転免許証記載事項変更届の受理
  - 通学路などにおける子どもの見守りなどの活動
  - 防犯登録自転車の訂正登録・削除登録

- その他
  - 交番相談員は職務に関して知り得た秘密はを漏らしてはならない
  - 関係者の正当な権利および自由を害することのないように留意しなければならない
  - 交番相談員の地位を政党または政治的目的のために利用してはならない
  - 活動を行うに当たっては警察庁長官の定める標章を用いる
  - 活動を行うに当たっては勤務交番を管轄する警察署長の指揮監督および指導教養を受ける
  - 勤務交番の地域警察官と緊密な連携を保つ

あくまでも警察の非常勤職員であり職務質問や交通取締りなど警察権に関する法的権限は無いが、ベテランの警察官ＯＢが対応することもあって住民からの評判はおおむね良いとされており、相談に迅速に対応した結果として悪徳商法の摘発に至ったケースもあり成果を上げているとされる。 

## 来歴
昭和後期から平成期にかけて、警察官の人手不足が深刻化し、本来は24時間警察官が詰めているべき交番が、勤務者の警らなどにより一時的または日常的に無人となる「空き交番」が問題となった。
1985年（昭和60年）には大学生2人が介抱泥棒を捕まえて交番に連れて行ったところ空き交番であり、捕まえた学生が逆襲され刺殺される「平野さん事件」が発生、平成10年代後期に入ると地元民にも知られる警察官のいない「見せかけ交番」の存在や、平野さん事件と同様に犯人に逆襲された事例などがTV番組でも取り上げられるようになり、事態のいっそうの深刻化がみられた。
この「空き交番」対策として、1987年（昭和62年）に北海道警察で導入したのを皮切りに、警察庁、警視庁、各府県警察では警察官ＯＢを交番相談員として採用することを開始し、配置されたのが交番相談員である。名称は現在の「交番相談員」に決定するまでは変動があり、制度発足当初は「市民応接員」などの呼称も見られた。
2020年（令和2年）4月30日、警視庁亀有署南水元交番で交番相談員の男性が包丁で襲われ、全治1か月の重傷を負った。2021年（令和3年）2月13日、埼玉県警朝霞署 志木駅東口交番で、同年4月には千葉県警印西署西白井駅前交番で、それぞれ交番相談員が刃物で襲われている。
こうした交番が襲撃される事件が相次いでいることから、交番相談員が警察官が間違われることを防ぐ目的で福井県警では制服を変更、埼玉県警では制服を廃止して私服勤務としている（後述）。
2022年（令和4年）4月1日現在、全国で約6,300人の交番相談員が配置されている。

## 制服・装備
主に肩章付き、両胸に蓋付きポケット、前閉じ部分の全てに金ボタンが着いた紺色のジャンパー（夏季は肩章付き、両胸に蓋付きポケットの水色または白のシャツ）とスラックスで帽子（制帽）も警察官の活動帽に似たデザインの物が着用されているが、国家公安委員会規則でデザインなどが詳細に定められた警察官の制服と異なり都道府県により多少のデザインの差異がある。
警察官や民間警備会社の警備員と区別するため、上衣の左胸の階級章を付ける部分には警察本部名の刺繍がされ、また背中には「交番相談員」の文字が刺繍または印刷されている。さらに上衣の胸部と右上腕部には標章を着用。
埼玉県警では、2019年10月から制服が廃止され、派手でない長ズボン・淡色系のワイシャツなど一定の条件下で私服が解禁され、帽子の着用も不要となった。これは 仕事での身軽さや、経費削減のほか軽、交番来訪者に対して相談員と警察官との見た目上の違いを明確にして、拳銃や警棒を持たない相談員がトラブルに巻き込まれるリスクを下げる狙いもある。
警察官ではないので拳銃・手錠は法令上携帯することができない。護身用に特殊警棒や催涙スプレーを携帯している場合があり、また受令機（警察無線専用のラジオ）を持っている。
東京都の場合、各交番における交代勤務は約1200人、総人件費は年間23億円を超えるとしている。また2013年現在（地域不明）、報酬の支給日は毎月15日、月額約165,000円、交番相談員の通常の勤務時間は1日につき5時間45分、1週間につき28時間45分である。任命権者は警察本部長である。